# アマポーラ
アマポーラ (Amapola) は、スペイン出身の作曲家ホセ・ラカジェが1924年に発表したポップ・ミュージック。

## 概要

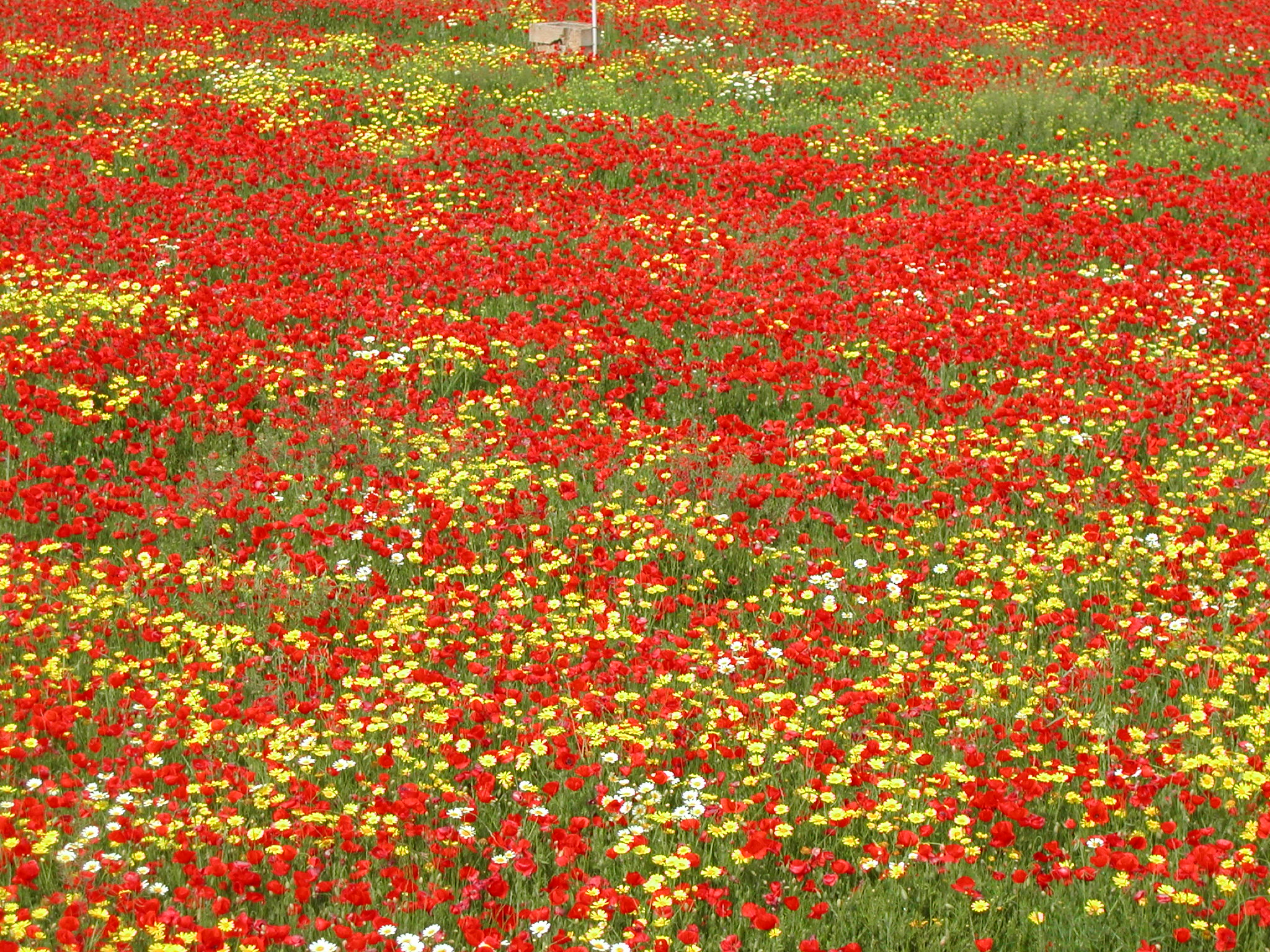
ヒナゲシ

スペインのカディスで生まれ、アメリカ合衆国に移住したホセ・ラカジェが、1922年 (1924年説も) にこの曲をスペイン語の歌詞 (詩：ルイス・ロルダン) で発表した。1924年、アルバート・ゲイムスが歌詞を英訳。1935年にロベール・シャンフルーリとルイ・ソーヴァがフランス語のルンバにアレンジした。
1941年、ジミー・ドーシーオーケストラ演奏、ヘレン・オコーネルとボブ・エバーリー歌唱のレコードを、デッカ・レコードがカタログナンバー3629として発売したところ、大ヒットし、1941年3月14日から14週間にわたってビルボードに載り続けた。1937年頃には日本にも淡谷のり子により紹介された。
「アマポーラ」はスペイン語でヒナゲシの花を意味する。ヒナゲシの花を愛しい人に見立てたラブソングである。

## 歌詞
| スペイン語 | 日本語訳 |
| Amapola, lindisima amapola, Será siempre mi alma tuya sola. Yo te quiero, amada niña mia, Igual que ama la flor la luz del día. Amapola, lindisima amapola, No seas tan ingrata y ámame. Amapola, amapola Cómo puedes tú vivir tan sola. Yo te quiero, amada niña mía. Igual que ama la flor la luz del día. Amapola, lindísima amapola, No seas tan ingrata y ámame. Amapola, amapola Cómo puedes tú vivir tan sola | ひなげしよ、美しきひなげしよ、 いつだって僕の心は君だけのもの。 君が好きだ、僕の愛しい子、 花が昼の陽射しを愛するように。 ひなげしよ、美しきひなげしよ、 嫌な顔をせずに私を愛しておくれ。 ひなげしよ、ひなげしよ 君はどうして一人でいられるのだろうか。 君が好きだ、僕の愛しい子、 花が昼の陽射しを愛するように。 ひなげしよ、美しきひなげしよ、 嫌な顔をせずに私を愛しておくれ。 ひなげしよ、ひなげしよ 君はどうして一人でいられるのだろうか。 |

### 英詞
AMAPOLA, my pretty little poppy,
You're like that lovely flow'r so sweet and heavenly.
Since I found you, My heart is wrapped around you.
And loving you, it seems to beat a rhapsody.
AMAPOLA, the pretty little poppy must copy its endearing charm from you.
AMAPOLA, AMAPOLA, How I long to hear you say "I love you."

## 有名な演奏など
- 1939年にディアナ・ダービンが自身が主演の映画『銀の靴 (First Love) 』の主題歌として歌い大ヒットした。
- 1941年にジミー・ドーシー楽団の演奏がビルボード誌上で3月14日から14週間ヒットチャート入りした[要出典]。
- フランスではティノ・ロッシの歌でヒットした。
- 1984年のセルジオ・レオーネ監督の映画「ワンス・アポン・ア・タイム・イン・アメリカ」でエンニオ・モリコーネの演奏するサウンドトラックとジェニファー・コネリーが踊る場面のバックに流されたザンフィルのパンフルートの演奏が有名になった[誰によって?]。
- 日本人のカバーとしては淡谷のり子が1937年に演奏した記録がある。有名なものでは1984年に沢田研二が、英詞に湯川れい子の日本語詞を添えて「AMAPOLA」として発表し、映画「ワンス・アポン・ア・タイム・イン・アメリカ」の国内向け予告編でBGMとして使用された。ほかにも、山下達郎、ボニー・ジャックスなど多くの演奏がある。
- 日本では日産自動車のCMに使われたナナ・ムスクーリのカバー曲がよく知られていて[誰によって?]、収録した同名のLPやCDアルバムのタイトルとしても使われている。CMの節を参照。
- ビッグ・バンド、マンドリンやインストゥルメンタル、ヴァイオリンなどでも演奏されるポップミュージック。
- 1990年、ローマで開催されたワールドカップ決勝前夜祭、三大テノールコンサートでメドレーの一曲としてスペイン語で歌唱された。
- 2012年、さだまさしが「きだまきしとTake It All JAPAN」名義で発売したアルバム『大変なンすからもォ。』の中で自身による日本語詞で歌った。

## 日本でのCM等
- 1984年に、映画「ワンス・アポン・ア・タイム・イン・アメリカ」のCMで流されていた（劇中挿入曲でもある）。
- 1984年に、沢田研二が出演した資生堂のヘアケア商品「YouCan」のCMソングにもなっている。
- 吉永小百合が出演するJR東日本“大人の休日倶楽部”「座禅篇」他のBGM曲として『Amapola（アマポーラ）』が使用されている。
- 2006年頃、キヤノンDiG!C IIのCMでWilma De Olivieraの歌唱が使用されていた。
- 2008年、金鳥の蚊取り線香のCMに寺井尚子の演奏が使用されている。
- 日産プレサージュで ヌーノ・ゲレイロ[1]、日産ローレルにナナ・ムスクーリの歌がイメージソングとしてCMで取り上げられた[2]。
- 2012年NHK連続テレビ小説「梅ちゃん先生」5月14日放送の中で、あかねがステージで唄うために竹夫に歌詞を翻訳してもらい意味を教えてもらう曲として曲名が流れ、16日の放送であかねが英語で歌った。1941年、ジミー・ドーシーオーケストラ演奏、ヘレン・オコーネルでヒットしたダンス音楽バージョンとみられる。
- 2024年2月25日放映の日曜劇場さよならマエストロ〜父と私のアパッシオナート〜第7話において、夏目俊平（西島秀俊）が指揮し小村二朗（西田敏行）がクラリネットで演奏した。

ほかにも、様々なTVCMの挿入歌として使用されている。
- ニッポンハム「お歳暮ギフト」
- メットライフアリコ「いっしょうおまかせ入院保険」
- JRA「オークス告知」